# Котези (Требиње)
Котези су насељено мјесто у граду Требиње, Република Српска, БиХ. Према попису становништва из 1991. у насељу је живјело 22 становника.

## Историја

### Други свјетски рат
У мају 1941. Извршен је покољ Срба у селима око Поповог Поља . Похватано је око 180 сељака, жена и деце и одведено у село Котези бачени у „један дубок понор“ где су сви изгубили животе“.

## Становништво
| Демографија | Демографија | Демографија |
| Година      | Становника  | Становника  |
| ----------- | ----------- | ----------- |
| 1991.       | 22          |             |